# Iracemápolis
Iracemápolis, amtlich Município de Iracemápolis, ist eine kleinere Mittelstadt im Landesinneren des Bundesstaates São Paulo mit geschätzten 24.614 Einwohnern im Jahr 2020.

## Geographie
Iracemápolis befindet sich etwa 170 km nordwestlich von der Hauptstadt São Paulo und liegt 608 m über dem Meeresspiegel. Die Gemeindefläche beträgt 115,1 km². Die Bevölkerungsdichte lag 2010 bei 174 Einwohnern/km².
Entwässert wird das Gebiet durch den Ribeirão Cachoeirinha, der an der südlichen Gemarkungsgrenze in den Rio Piracicaba mündet. Iracemápolis liegt somit im Einzugsgebiet des Río de la Plata.
Sie liegt im Vegetationsbereich des Cerrado und der Mata Atlântica. Das Klima ist subtropisches Ostseitenklima, nach der Klimaklassifikation nach Köppen und Geiger Cfa.
| Rio Claro | Santa Gertrudes | Cordeirópolis         |
| São Pedro | Kompass         | Limeira               |
|           | Piracicaba      | Santa Bárbara d’Oeste |

Die Gemeinde bildet mit sieben Städten die Mikroregion Limeira, die mit zwei weiteren Mikroregionen die Mesoregion Piracicaba bildet.

## Geschichte
Die Gemeinde wurde 1953 durch Landesgesetz gegründet.

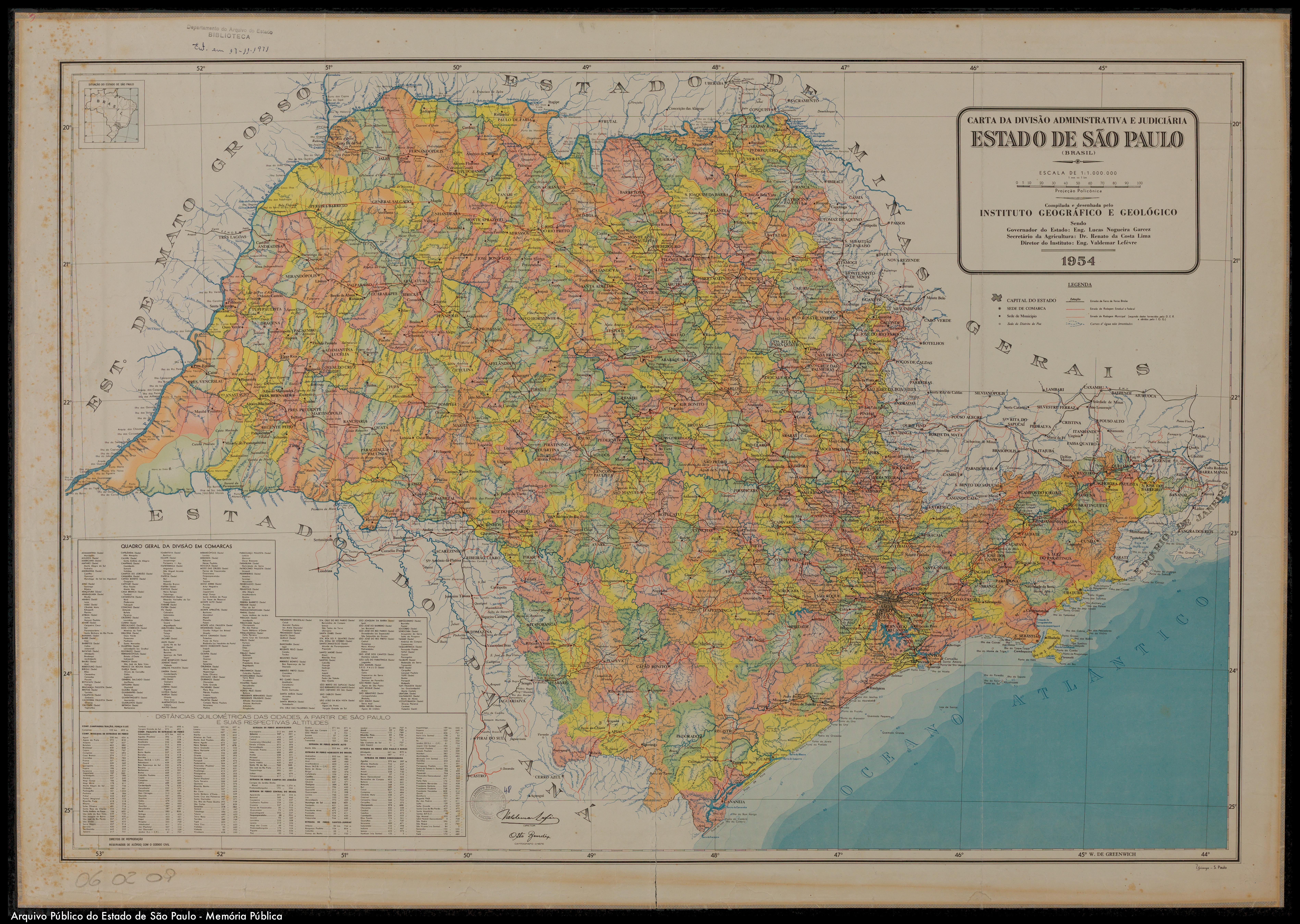
Karte des Bundesstaates São Paulo (1953).

## Bevölkerung
Die Bevölkerung betrug nach der Volkszählung des IBGE von 2010 20.029 Einwohner. Die Zahl wurde vom IBGE zum 1. Juli 2020 auf 24.614 Bewohner geschätzt.

### Bevölkerungsentwicklung
Die Bevölkerung wurde bei Erhebung in den Stadtstatus 1953/1954 auf etwa 5000 Einwohner geschätzt.
Quelle: IBGE (Angaben für 1996 und 2020 sind lediglich Schätzungen)

## Stadtverwaltung
Stadtpräfekt (Exekutive) war nach der Kommunalwahl 2012 für die Amtszeit 2013 bis 2016 Valmir Gonçalves de Almeida des Partido Social Democrático (PSD), bei der Kommunalwahl 2016 löste ihn Fabio Francisco Zuza des Partido da Social Democracia Brasileira (PSDB) für die Amtszeit 2017 bis 2020 als Bürgermeister ab.
Die Legislative liegt bei der Câmara Municipal, der Stadtverordnetenkammer oder auch als Stadtrat bezeichnet. Vorsitz über die 11 Stadtverordneten führte für 2015 bis 2016 der Präsident Pedro Marcelo Franco de Campos. Er wurde für die laufende Legislaturperiode 2017 bis 2018 durch die Präsidentin Elaine Aparecida de Oliveira Alves ersetzt.
Der Ort ist gleichzeitig Sitz des gleichnamigen Distrikts.

## Infrastruktur
Drei Rodovias führen durch Iracemápolis: SP-151 verläuft in West-Ost-Richtung. Von ihr zweigt ab in südlicher Richtung die in Iracemápolis beginnende SP-306. Von Südwesten nach Nordosten verläuft die SP-147; sie verbindet Piracicaba mit Limeira. Der nächstgelegene internationale Flughafen ist der Flughafen Viracopos im südöstlichen Campinas, etwa 62 km entfernt. Im Ort befindet sich ein Busbahnhof.

## Wirtschaft
Haupterwerbszweig ist der Zuckerrohranbau, der in zwei großen Zuckerfabriken, der Usina Boa Vista und der Usina Iracemápolis, verarbeitet wird. Die Anlagen gelten als sehr modern. Die Gemeinde hat abhängig von den Ernteerträgen eine hohe Migration und Rotation von Wanderarbeitern. Anbau von Zitrusfrüchten und Bananen ist weniger ausgeprägt.
Für die wirtschaftliche Entwicklung wurden im Osten der Stadt vier Industriegebiete (distrito industrial) eingerichtet, in denen sich Klein- und mittelständische Betriebe angesiedelt haben.
Im März 2016 wurde eine Automobilfabrik für Pkw der Mercedes-Benz do Brasil eingeweiht. Hier sollen rund 20.000 Fahrzeuge, verteilt auf die Modelle der C-Klasse und GLA-Klasse, im Jahr gefertigt werden.
In unmittelbarer Nähe zum Mercedes-Benz Werk wurde im Mai 2018 darüber hinaus von Mercedes-Benz do Brasil eines der größten und modernsten Test Center für Nutzfahrzeuge in Südamerika in Betrieb genommen. Dieses wird derzeit in Kooperation mit Bosch do Brasil nochmals erweitert, um auch für die kontinuierliche Weiterentwicklung von modernsten Sicherheits- und Assistenzsystemen für Fahrzeuge im südamerikanischen Markt gerüstet zu sein.

## Kultur, Sport, Sehenswürdigkeiten
Der Ort verfügt über sieben Volks- und zwei mittlere Schulen, eine Stadtbücherei und eine städtische Bühne für Veranstaltungen aller Art.
Der örtliche Fußballverein Clube Atlético União Iracemapolense spielt heute (Stand 2016) in der Amateurliga, sein Heimstadion Estádio Municipal Albino Pedro Carneiro bietet Platz für 3200 Zuschauer.
Tourismus ist nicht ausgeprägt. Es können im Umland einige Fazendas besichtigt werden, hervorzuheben ist dabei die von 1868 bis 1877 errichtete Fazenda Morro Azul, die mit aus Europa importierten Möbeln und Baumaterialien ausgestattet ist, wie den Azulejos, Blaufliesen, die sonst nur aus Bahia bekannt sind. Der Kaiser Dom Pedro II. und Prinzessin Isabella machten dort zur Zeit der Kaffeebarone mehrmals Halt, weshalb die Fazenda auch als Casa Dom Pedro bekannt ist.

## Medien
Iracemápolis verfügt über einen Radiosender und die seit 2004 wöchentlich erscheinende Zeitung Gazeta de Iracemápolis sowie die kostenlose Tribuna de Iracemápolis.

## Religion
Das Gemeindegebiet ist durch das Bistum Limeira vereinnahmt. 13.684 Einwohner bekannten sich 2010 zum römisch-katholischen Glauben mit der 1954 errichteten Hauptkirche Igreja da Paróquia de Jesus Crucificado und der neueren Pfarrei Nossa Senhora Aparecida. Ein Viertel der Bevölkerung gehört bereits der evangelikalen Bewegung Assembleia de Deus an, die 1962 ein Kirchengebäude errichtete.

## Söhne und Töchter der Stadt
- Luís Henrique Dias (* 1960), Fußballtorwart
- Elano (* 1981), Fußballspieler